# Nepalsia
Nepalsia is een geslacht van hooiwagens uit de familie Assamiidae.
De wetenschappelijke naam Nepalsia is voor het eerst geldig gepubliceerd door Martens in 1977. 

## Soorten
Nepalsia omvat de volgende 3 soorten:
- Nepalsia betula
- Nepalsia picea
- Nepalsia rhododendron